# Oclanda, Soroca
Oclanda este un sat din raionul Soroca, Republica Moldova, situat la distanța de 31 km de centrul raional, orașul Soroca și 190 km de capitala țării, mun. Chișinău. Satul este traversat de râulețul Murguleț care se revarsă în fluviu Nistru. În nord-vest se învecinează cu comuna Iarova, în sud-est are hotar comun cu comuna Cremenciug, râul Nistru reprezintă frontiera de stat a Republicii Moldova cu Ucraina. 

## Etimologie
Există mai multe ipoteze cu privire la originea numelui satului.
Conform primei ipoteze, denumirea satului ar proveni de la cuvântul rusesc „ocladnîe” [окладные] - cu referire la statutul țăranilor așezați pe această moșie care plăteau un anumit impozit numit oclad [оклад] (răspândit în stânga Nistrului). Astfel, în unele surse din perioada țaristă din prima jumătatea a secolului al XIX-lea denumirea satului e înscrisă „Ocladna” (Окладна).
Nu este exclus ca denumirea să fi luat naștere de la un nume de persoană – Oclea, Oclin, Oclindă, toate având la temelie un prenume străvechi - Oclan.
În Secuime (România) există un sat cu nume asemănător, Ocland (în maghiară Oklánd), județul Harghita. Pentru detalii privind toponimia maghiară din Moldova, a se vedea: Toponimia maghiară în Moldova.

## Geografie
Ponderea terenurilor în Oclanda
     Terenuri arabile (64,5%)
     Pășuni (7,5%)
     Localități (11,5%)
     Alte terenuri (livezi, fondul apelor, drumuri ș.a) (16,5%)
Teritoriul satului Oclanda este amplasat în Podișul Nistrului, având un relief moderat fragmentat de un sistem de văi înguste, în formă de chei. Densitatea fragmentării relieful fiind de 1,9-2,1 km/km2, iar adâncimea fragmentării 200 – 249 m.
Vatra satului este situată între două dealuri cu denumirea Traian, la o distanță de 0,5 km de fluviul Nistru și este despărțită în două jumătăți de râulețul Murguleț.
Pe teritoriul comunei se extrage piatră de construcție (calcar).

### Solurile
Sunt răspândite tipurile de sol: cenușiu tipic, cernoziom argiloiluvial, cernoziom levigat, cernoziom tipic, cernoziom carbonatic, rendzină carbonatică, aluvial molic, cernoziomoid tipic și cernoziomoid levigat.
Rendzinele se întâlnesc în partea sud-estică a moșiei, la hotar cu comuna Cremenciug, și s-au format pe rocile masive calcaroase, aproape de suprafață, pe versantul unui pârâu ce se revarsă în Nistru. Versanții sunt acoperiți de o pădure specifică de stâncă, cu predominarea de stejăreț cu diferite amestecuri de alte foioase și arbuști.

### Hidrografie

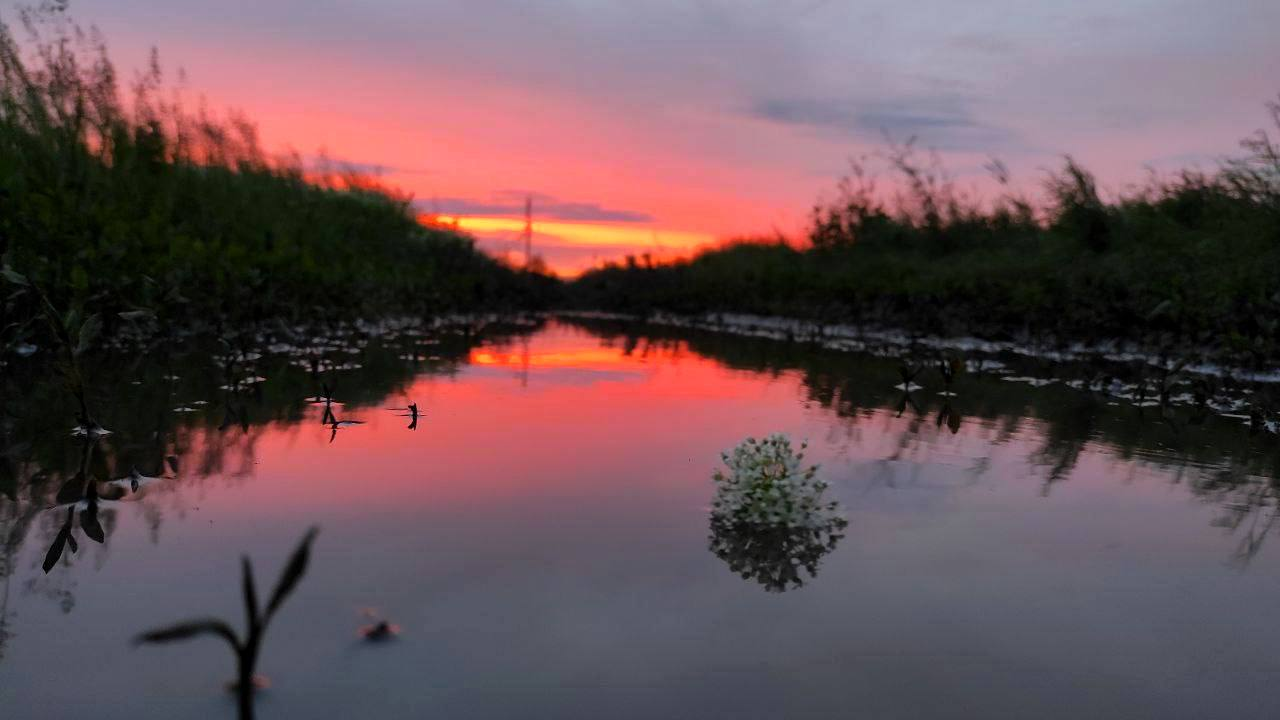
Râulețul Murguleț

Teritoriul satului este mărginit de fluviul Nistru, în nord-est, pe o lungime de 2,2 km.
Satul este traversat de un pârâiaș numit Murguleț (denumirea provenind de la moșierii satului de altădată, Iordache Murguleț și fiul său Vasile) cu lungimea de 7,8 km și se revarsă în Nistru, în satul Cremenciug. Râulețul este alimentat, în principal, de un izvor situat în nordul localității, zonă denumită la Șanțuri, și de un izvor situat în partea de sud a satului, numită Frumușica. În unele surse istorice mai vechi pârâul este denumit Găvani. În enciclopedia din 1902, fundul văii este menționat fiind acoperit cu pădure.

### Lumea vegetală
Moșia satului este lipsită de terenuri ocupate de vegetație forestieră, dar la hotarele cu comunele vecine se găsesc terenuri ocupate de păduri.

### Lumea animală

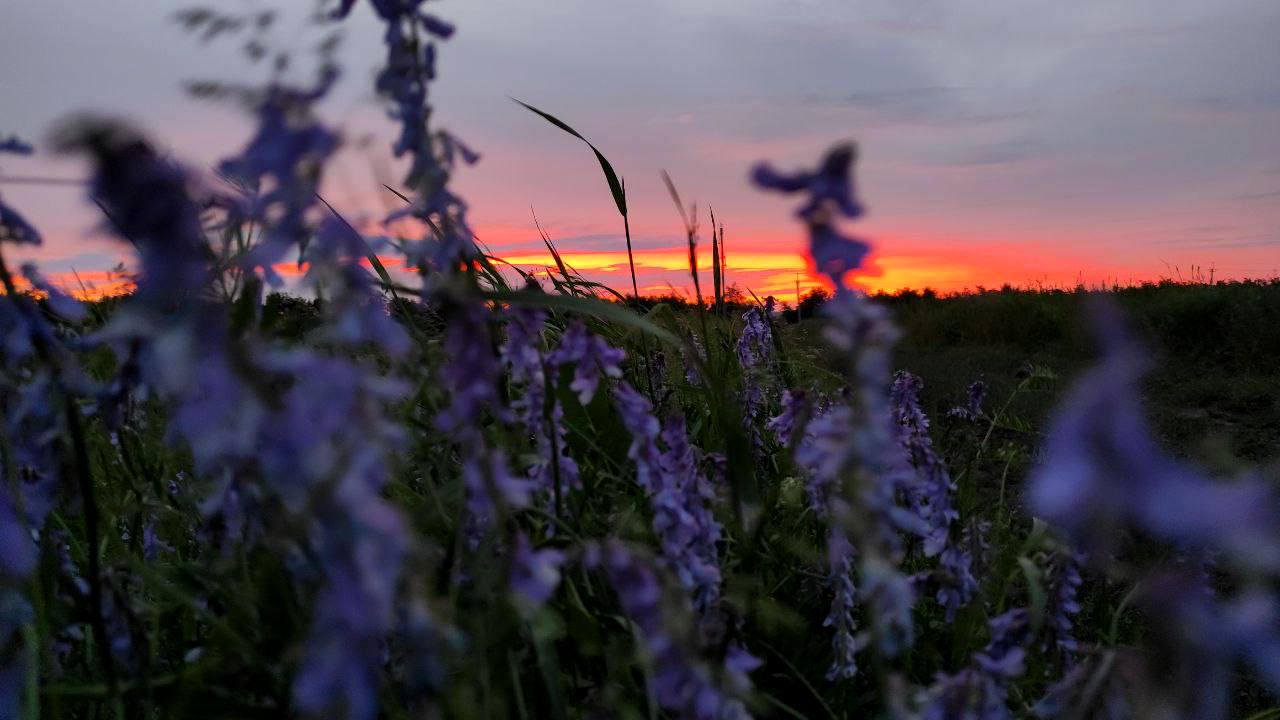
Vegetație de luncă

În câmpiile deschise, valorificate de om, și în văile pâraielor pot fi întâlnite specii tipice de stepă: iepurele, țiștarul, orbetele, hârciogul, cârtița precum și unele specii de animale care se întâlnesc în păduri: bursucul, vulpea; dintre păsări – ciocârlia, pitpalacul, fâsa de câmp, prepelița, mai rar potârnichea.
Fauna surpăturilor, pantelor abrupte și stâncoase ale văilor și ravenelor formează un complex specific de animale. Dintre mamifere aici se găsesc jderul de piatră, liliacul urecheat, noptarul cu urechi lungi; dintre păsări – vindereul roșu, pietrarul, cucuveaua, prigoria, dumbrăveanca, pupăza, graurul; dintre speciile rare – lăstunul negru, vindereul mic, bufnița, hoitarul.
De asemenea sunt răspândite următoarele specii de amfibieni – broasca roșietică, broasca de baltă, broasca de iaz, brotăcelul, broasca râioasă verde; reptile - șopârla verde, șopârla cenușie, năpârca, șarpele de casă.
Animalele nevertebrate sunt cele mai numeroase și divers grup, majoritatea fiind insecte. Unele insecte au rol pozitiv în agroecosisteme, de exemplu albinele, bondarii contribuie esențial la polinizarea plantelor.

## Istorie

### Prima atestare
Prima atestare documentară a satul Oclanda apare în felul următor:
„Carte de la 130-131, din 1786, iunie 27, de la Divan, în pricina lui Ioan Buzne cu Timofti Blinarul, pentru părțile de moșii Crimenciucul, Oclanda, Balinții, de la ținutul Soroca, ce au cerut blănariul să aibă în părtășire ... 1). ispisoc de la Grigore Ghica Vodă, din 7237 <1729>.”
Deci, la 27 iunie 1786, Ioan Buzne și Timofte Blănarul se judecă pentru părți din moșiile satelor menționate. Unul dintre ei avea ispisoc pentru stăpânirea lor dat de domnul Moldovei Grigore Ghica în anul 7237 de la crearea lumii, care corespunde anului 1729 de la nașterea lui Isus Cristos.

### Perioada țaristă
După încorporarea Moldovei dintre Prut și Nistru în Imperiul Rus, pe moșia satului Oclanda se stabilesc familii de ucraineni și, mai puțin, ruși.

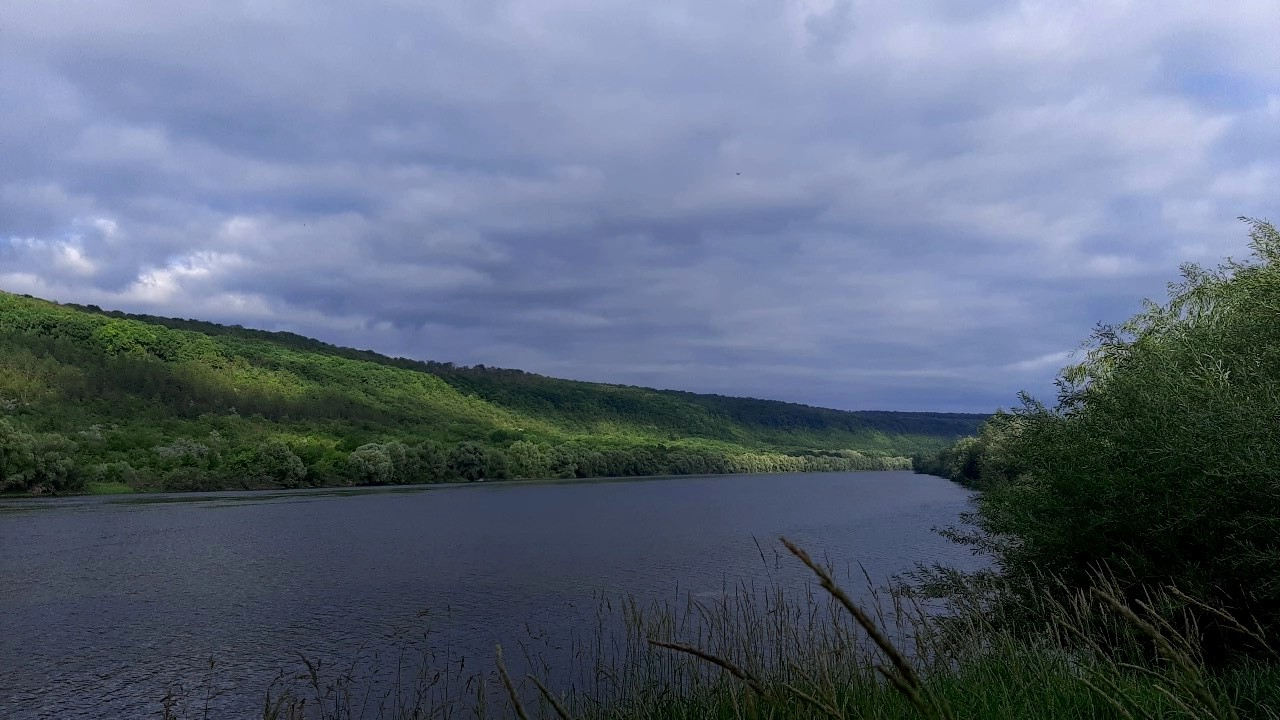
Nistrul în satul Oclanda

Oclanda se afla, parțial, în stăpânirea boierilor Buzne. Pe la începutul sec. al XIX-lea în calitate de proprietar apare și Emanuil Dahnovici, apoi și căpitanul Vasile Murguleț. În 1818, ținutul Soroca în care se afla Oclanda, a fost comasat cu ținutul Iași cu centrul la Bălți.
Statisticile din 1835 consemnează faptul că în localitatea Oclanda trăiau 30 de familii, cu un total de 83 bărbați și 76 femei. La acea vreme, părți din moșie erau stăpânite de Emanuil Dahnovici și Vasile Murguleț, persoane care au avut o influență semnificativă asupra dezvoltării localității, iar denumirea pârâului din sat provine de la numele ultimului. De asemenea, începând cu acest an, Oclanda a fost inclusă în județul Soroca, unitatea teritorială nou creată. 
În 1837, Vasile Murguleț a decis să dea în arendă, iar ulterior să vândă o parte din moșia sa din Cremenciuc, cunoscută sub numele de Oclanda. A încheiat un contract cu Calițer Suleatițki, un moșier dincolo de Nistru, de la Iaruga, pentru vânzarea acestui teren. Cu toate acestea, Ilie Buzne, un alt proprietar la moșiei, considera că are dreptul de preemțiune și a contestat tranzacția. Astfel, cei doi s-au judecat timp de mai mulți ani, până pe 12 iunie 1849, când cererea lui Ilie Buzne a fost respinsă definitiv de instanță. În urma acestei decizii, moșia de 483 desetine, situată pe șesul dintre Cremenciuc și Iarova, a fost cedată lui Suleatițki. Ofițerii statului major al armatei ruse au calificat această zonă ca fiind „un loc bun pentru exercițiile unei divizii de infanterie”, subliniind potențialul strategic al terenului pentru activități militare.
La mijlocul secolul XIX, în anii 1850-60, locuiau 281 oameni de etnie ucraineană.
În 1859 în Oclanda erau 48 de gospodării, 144 bărbați, 141 femei, biserică ortodoxă, fabrică. O parte moșia din Oclanda, anume 88 desetine de pădure aparțineau moșieresei Vinogradski.
Reforma țărănească din Basarabia, realizată pe baza Regulamentului din 14 iulie 1868, a avut un impact semnificativ asupra organizării și distribuirii pământurilor din localitate. Conform acestui regulament, la 9 aprilie 1871, un grup de 37 de gospodari din Oclanda a primit în folosință un teren de 296 desetine din moșia fraților Alexandr și Nicolai Vinogradski. Gospodarii împroprietăriți au achitat suma totală de 9.531 ruble și 20 copeici pentru a obține dreptul de folosință asupra acestui pământ.
În 1870, numărul de case constituia 46 case (gospodării), populație – 157 bărbați și 157 femei, cai – 15 capete, vite cornute mari – 180 capete, ovine și caprine – 110 capete. Peste 5 ani, erau deja 57 case, 162 bărbați și 153 femei; cai – 50 capete, vite cornute mari – 65 capete, ovine și caprine – 230 capete.
În anul 1893, în Oclanda erau 88 de gospodării, 476 de locuitori, s-au născut 20 de copii (12 băieți și 8 fete).
Zamfir Arbore, în Dicționarul Geografic din 1904, descrie satul Oclanda din județul Soroca, volostea Arionești, în felul următor: așezat în valea Havani, aproape de malul Nistrului. Lângă sat începe un mic val care merge până aproape de satul Balinți. Dealul dinspre sud are o înălțime de 69 stânjeni d-asupra nivelului mării. Are 72 case, cu o populațiune de 897 suflete; 1162 vite mari cornute, 48 cai, 210 oi.
În anul 1909, în Oclanda erau 663 de locuitori, inclusiv 66 copii cu vârsta între 8-11 ani.
În timpul Primului Război Mondial, ca în multe alte localități din Basarabia și din Imperiul Rus, au fost mobilizați bărbați din Oclanda. Invalizi pe toată viața au rămas foștii soldați Feodor Răileanu, Vasile Gnatiuc, Eftenie Gnatiuc, Dimitrie Ignatiuc, Ivan Labliuc, Iacob Revenco, Aftenie Cebotari, Mihail Răileanu, Tănase Garaba, Iachim Labliuc, Vasile Labliuc, Gavril Cebotari și Roman Rudac. Leontie Rudac a fost capturat de germani, a evadat din prizonierat, a revenit acasă, dar rușii l-au luat din nou la război și nu s-a mai întors. În rezultatul războiului, șapte femei au rămas văduve și 16 copii - fără tată.

### În componența României Mari
Anuarul Eparhiei Chișinăului și Hotinului din 1922 indică în Oclanda 563 gospodării de țărani, predominant, ucraineni și mai puțin români supuși Bisericii „Sfântul Ioan Teologul” din Cremenciug.
În 1922, în cadrul reformei agrare, subcomisia de împroprietărire compusă din Grigore Tarasiuc, Dimitrie Labliuc, Afanasie Gnatiuc și primarul Ion Vacari, a distribuit 151 ha de pământ unui număr de 57 capi de familie, luate din moșia lui Victor Vinogradski.
Datele statistice din 1923 consemnează în Oclanda din județul Soroca, 180 clădiri, 265 bărbați, 289 femei, poștă rurală și primărie. În 1924, primar al satului era Beila Domente, notar - Mihail Vataman, preot paroh - Antohi Grigore. De asemenea, activau 2 băcănii și cârciumi (Nichiforov Tarasiuc, Teodorov Grigore), 1 moară cu abur, 1 fabrică de săpun (Moiseev Didac) și Cooperativa de consum „Oclanda”. În 1923 se deschide o școală primară de 4 clase, cu predarea în limba română. 
La 14 iunie 1924 a fost aprobată Legea pentru unificarea administrativă a României, intrată în vigoare la 01.01.1925, conform căreia Oclanda este inclusă în comuna Iarova, plasa Bădiceni, județul Soroca.
Limba maternă a populației, 1930
     Limba română (13,5%)
     Limba ucraineană (66,4%)
     Limba rusă (19,1%)
     Alte limbi (1%)
După implementarea reformei administrativă din anul 1929, satul rămâne în componența comunei Iarova din plasa Bădiceni, județul Soroca. Pe lângă Oclanda, în comună erau incluse satele Balinți, Cremenciuc, Iarova, Regele Decebal, Slobozia-Nouă, Tatărușii-Noui și Tatărușii-Vechi.
La recensământul general al populație din 1930, în satul Oclanda au fost numărați 925 de oameni, inclusiv: 126 români, 732 ruși, 59 ucraineni, 6 evrei și 1 rom. Din punct de vedere lingvistic, 126 persoane au indicat limba română, 177 persoane - limba rusă, 614 persoane - limba ucraineană, 6 persoane - limba idiș, 1 persoană - limba germană și 1 persoană - limba țigănească.
În perioada interbelică activau trei băcănii (Candel Ghidale, Hait Moșcu, Tarasiuc Toader), două cârciumi (Ignatiuc Grigorie, Ignatiuc Eftimie), doi cizmari (Liahciuc Grigore, Usovschi Andrei), doi fierari (Văcariu Gheorghe, Văcariu Ion), un frânghier (Rudac Leonte); doi rotari (Ciubotaru Petre, Rudac Constantin) un sobar (Haraba Petre). Tribunalul se afla în Soroca, Judecătoria de Ocol - la Visoca, primăria la Iarova, o școală primară.
În 1933, la Oclanda erau 227 copii de vârstă școlară, în cataloage fiind înscriși 137 elevi. Învățători erau Gheorghe Haiu, Ștefan Sârbu și Ileana Diaconescu.
În 1938, după instaurarea dictaturii regelui Carol al II-lea, se modifică organizarea administrativ-teritorială a țării și se înființează ținuturile. Satul Oclanda, asemenea întregului județ Soroca, este inclus în ținutul Prut.

### Anii celui de-al Doilea Război Mondial

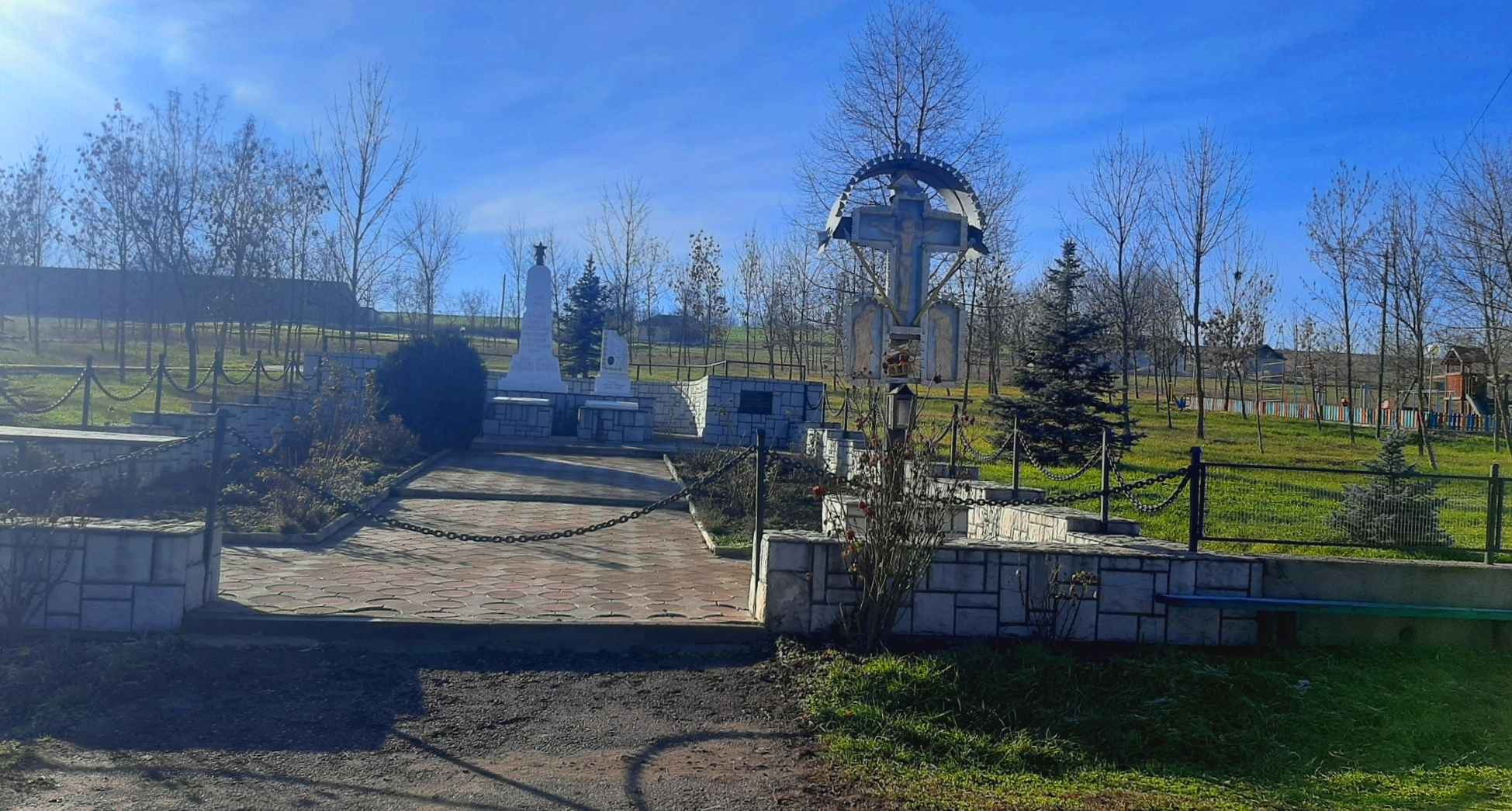
Monument la mormântul ostașului căzut în 1941 și în memoria a 24 consăteni căzuți în 1941-1945

În anul 1941, au fost deportați în regiunea Novosibirsk, Vacari Ion (n. 1882), fost membru al Partidului Național-Liberal, primar, împreună cu soția Eufrosinia (n. 1883) și fiica Ana (n. 1922).
La 14 iulie 1941, în timpul unei misiuni aviatice de luptă, a decedat locotenentul sovietic Alexandr Mocealov (născut la 18.02.1918, s. Odințî, regiunea Kirov din Rusia), trupul fiindu-i înhumat în Oclanda. În anii 2000, au fost emise mai multe declarații și intenții privind construire unui monument lui Alexandr Mocealov și acordarea titlului de Erou al Rusiei.
Conform datelor din recensământul din 1941, în Oclanda (inclusiv Bujeni) locuiau 1.055 de oameni și au fost numărate 276 de case.
Între 1941 și 1944, satul Oclanda făcea parte din comuna Iarova, alături de satele Balinți, Cremenciuc, Iarova, din plasa Soroca, județul Soroca.

### Perioada sovietică
Structura etnică a populației, 1989
     Moldoveni/români (35,9%)
     Ucraineni (63,7%)
     Ruși (0,2%)
     Alte etnii (0,2%)
În 1945, au fost condamnate și represate, din motiv de „colaboraționism” cu autoritățile române, 4 persoane: Rudac Leontie (n. 1885), Rudac Safronie (n. 1907), Trelciuc Petru (n. 1892) și Vacari Nicolae (n. 1907).
În cadrul Operațiunii Sud din anul 1949, au fost deportați Rudac Feodora A. (n. 1894) și fiica Rudac Pânzari Pelaghia (n. 1924), ginerele Pânzari Efim (n. 1914) și nepotul Pânzari Ștefan (n. 1942) din motiv că făceau parte din familia unui „colaboraționist” și Vacari Ion (n. 1881) cu soția Domnica (n. 1900) - în calitate de „chiaburi”. Toți au fost exilați în regiunea Kurgan din Siberia.
În perioada postbelică, în satul Oclanda din raionul Zgurița a fost organizat colhozul „Stalin”, un pas important în procesul de colectivizare a agriculturii. În cadrul acestui colhoz, au fost realizate eforturi semnificative de consolidare a gospodăriei obștești, cu resurse proprii, fiind restabilite oloinița și moara. În anul 1954, colhozul „Stalin” a fuzionat cu cel din satul Iarova. Ulterior în 1956, gospodăriile agricole din Oclanda s-au desprins formând un nou colhoz, numit „Mir” („Pace”).

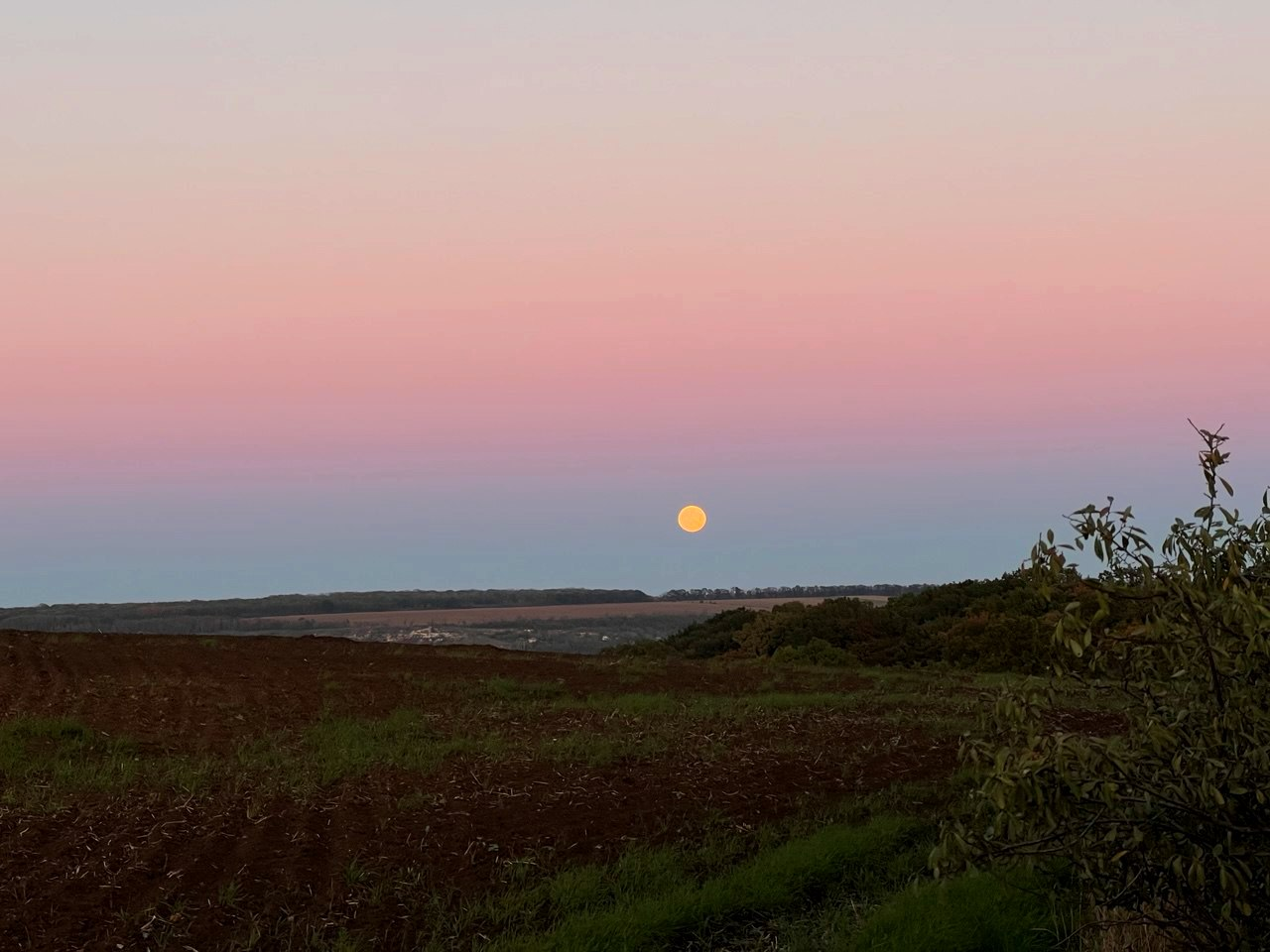
Peisaj din marginea satului

La 13 decembrie 1963, colhozul „Mir” din Oclanda a fost comasat cu colhozul „Komsomoleț” (Comsomol) din localitățile Cremenciug, Sobari, Livezi și Valea. Produsul intern brut a colhozului „Komsomoleț” în anul 1979 constituia 3,0 mln ruble, a fost comercializată producție agricolă în valoare de 3,97 mln ruble, inclusiv: culturi tehnice - 278,4 mii ruble, produse animaliere - 767 mii ruble, cerealiere - 247 mii ruble, fructe - 126 mii ruble. Venitul însuma 1,2 mln ruble. Colhozul dispunea de 25 autocamioane.
La recensământul populației din anul 1989, în satul Oclanda au fost numărați 808 locuitori, inclusiv 290 moldoveni/români, 515 ucraineni, 2 ruși și 1 bulgar.
La finele perioadei sovietice, în Oclanda erau 373 case, dintre care 20 fără stăpân; 280 gospodării erau asigurate cu gaza lichefiat; existau 44 fântâni lungimea totală a conductelor de apă constituia 7 km, lungimea drumurilor – 8 km, inclusive acoperire rigidă – 6 km; 4 magazine, 1 unitate de prestare a serviciilor sociale, 1 frizerie, 1 baie socială, 1 punct felcerobstetrician, 1 grădiniță, 1 școală medie de cultură generală, 1 casă de cultură, 1 bibliotecă, 1 oficiu de telecomunicații.
La începutul perioadei sovietice, Oclanda a făcut parte din comuna (sovietul sătesc) Iarova, raionul Zgurița, apoi din 1956 în comuna Cremenciug, raionul Soroca.

### Republica Moldova
În 1994 Parlamentul Republicii Moldova aprobă Lege privind organizarea administrativ-teritorială prin care „sovietele sătești” sunt înlocuite cu termenul „comune”, iar satul Oclanda rămâne în componența comunei Cremenciug, împreună cu satele Cremenciug, Livezi, Sobari și Valea.
În anul 1998 se aprobă o nouă lege prin care teritoriul Moldovei este divizat în județe formate prin comasarea a mai multor raioane, astfel comuna Cremenciug, inclusiv satul Oclanda, este inclusă în județul Soroca.
În februarie 1999, Pavel Cebotari a fost ales în fruntea cooperativei agricole „Oclanda". Sub conducerea sa, a fost înființată ulterior SRL „Oclanda-Agro”, o structură economică nouă care a arendat pământul cu care au fost împroprietăriți țăranii din Oclanda, în cadrul procesului de privatizare a terenurilor agricole din perioada post-sovietică.
În 2003, județele sunt desființate și se revine la împărțirea teritoriului Republicii Moldova în raioane. Satul Oclanda este individualizat ca unitatea administrativ-teritorială aparte în componența raionului Soroca. Primul primar al Oclandei a fost Vladimir Șram. Ulterior, funcția de primar a fost exercitată de Lidia Vacari.

## Demografie

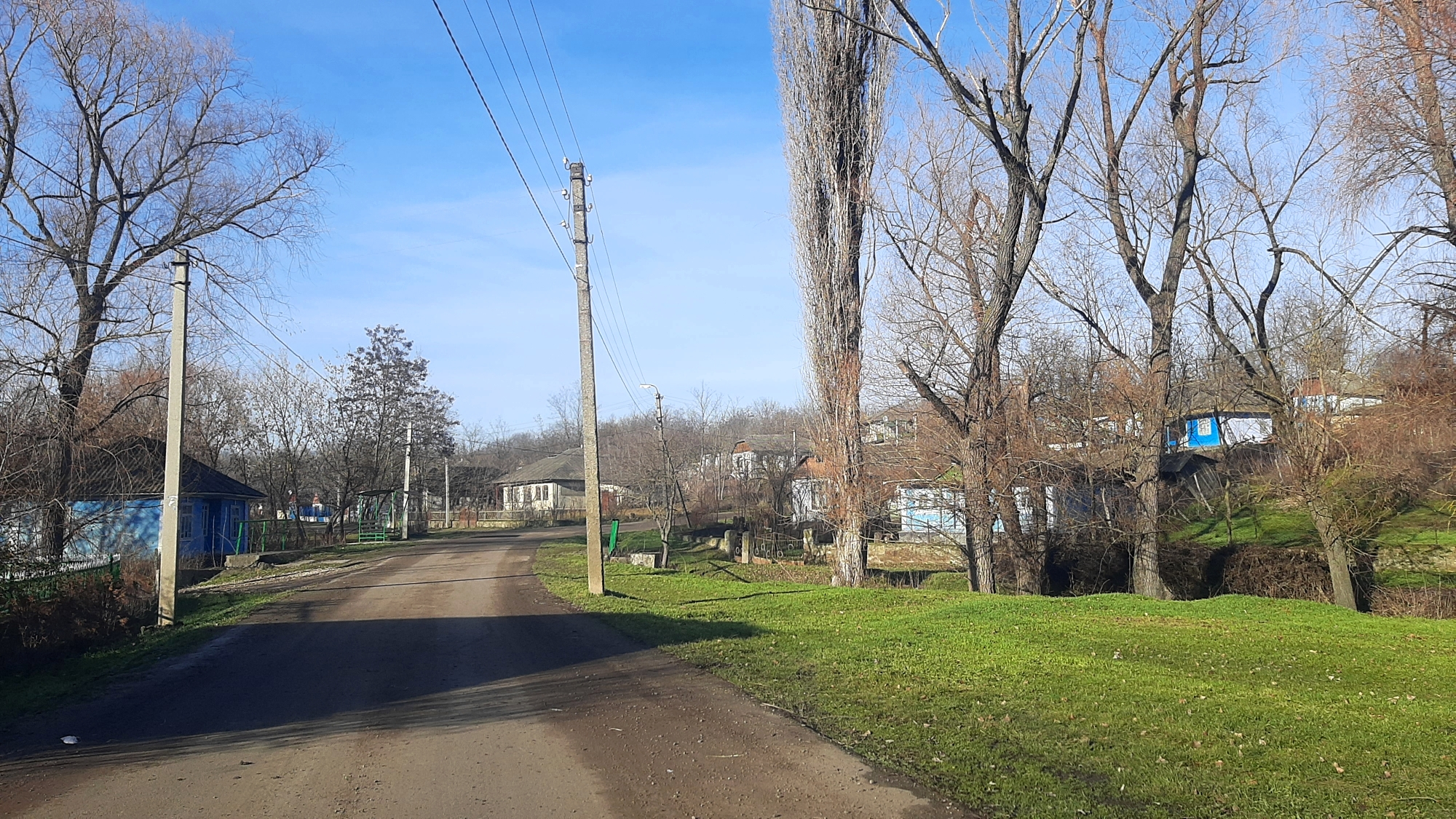
Vedere din mijlocul satului

Conform datelor recensământului din 2014 în Oclanda au fost înregistrați 505 de locuitori, semnalându-se reducerea efectivului populației față de recensământul din 2004 de 1,3 ori (sau cu 26,7%).
În structura pe sexe predomină femeile - 274 pers. urmate de bărbați - 231 pers.
Din punct de vedere a grupelor de vârstă, numărul persoanelor cu vârsta de sub 15 ani constituia 63 locuitori; 15-29 ani - 72 loc.: 30-49 ani - 130 loc., 50-64 ani - 126 loc.; 65-84 ani - 103 loc.; peste 85 ani -  11 loc. 
Majoritatea locuitorilor aparțin cultului ortodox - 469 pers.; bisericii Creștine Evanghelic Baptistă - 14 pers.; biserici Adventiste  de Ziua a șaptea - 11 pers., și 11 locuitori sunt adepții altor confesiuni, inclusiv penticostali, martori ai lui Iehova, musulmani. 
| An   | Populație |
| ---- | --------- |
| 1835 | 159       |
| 1855 | 281       |
| 1859 | 285       |
| 1870 | 314       |
| 1875 | 315       |
| 1893 | 476       |
| 1909 | 663       |
| 1923 | 554       |
| 1930 | 925       |
| 1941 | 1,055     |
| 1989 | 808       |
| 2004 | 689       |
| 2014 | 505       |

### Structura etno-lingvistică
Limba maternă a populației, 2014
     Limba română (33,9%)
     Limba ucraineană (59%)
     Limba rusă (6,7%)
     Alte limbi (0,4%)
Structura etnică a satului:
| Grup etnic       | Recensământ 2004 | Recensământ 2004 | Recensământ 2014 | Recensământ 2014 |
| Grup etnic       | Persoane, loc.   | Ponderea, %      | Persoane, loc.   | Ponderea, %      |
| ---------------- | ---------------- | ---------------- | ---------------- | ---------------- |
| Ucraineni        | 429              | 62,26            | 231              | 45,74            |
| Moldoveni/Români | 235              | 34,11            | 253              | 50,9             |
| Ruși             | 17               | 2,47             | 15               | 2,97             |
| Bulgari          | 2                | 0,29             | N/A              | -                |
| Găgăuzi          | 1                | 0,15             | N/A              | -                |
| Alții            | 5                | 0,73             | 6                | 1,18             |
| Total            | 689              | 100              | 505              | 100              |

La recensământul din 2014, în calitate de limbă maternă, 298 de locuitori au indicat limba ucraineană, 171 locuitori - limba română și 34 locuitori - limba rusă. Limba vorbită de obicei: 98 persoane - limba română, 364 persoane - limba ucraineană; 42 persoane - limba rusă.

## Administrație și politică
Reprezentanții administrației publice locale sunt primăria și consiliul local. Din anul 2023, funcția de primar este deținută de Vladislav Cebotari (PSRM), votat de 63,25% din numărul total al alegătorilor. Componența Consiliului local Oclanda (9 consilieri), ales la 5 noiembrie 2023, este următoarea:
|  | Partid                                       | Consilieri | Componență | Componență | Componență | Componență | Componență | Componență | Componență | Componență | Componență |
|  | -------------------------------------------- | ---------- | ---------- | ---------- | ---------- | ---------- | ---------- | ---------- | ---------- | ---------- | ---------- |
|  | Partidul Socialiștilor din Republica Moldova | 9          |            |            |            |            |            |            |            |            |            |

## Economie

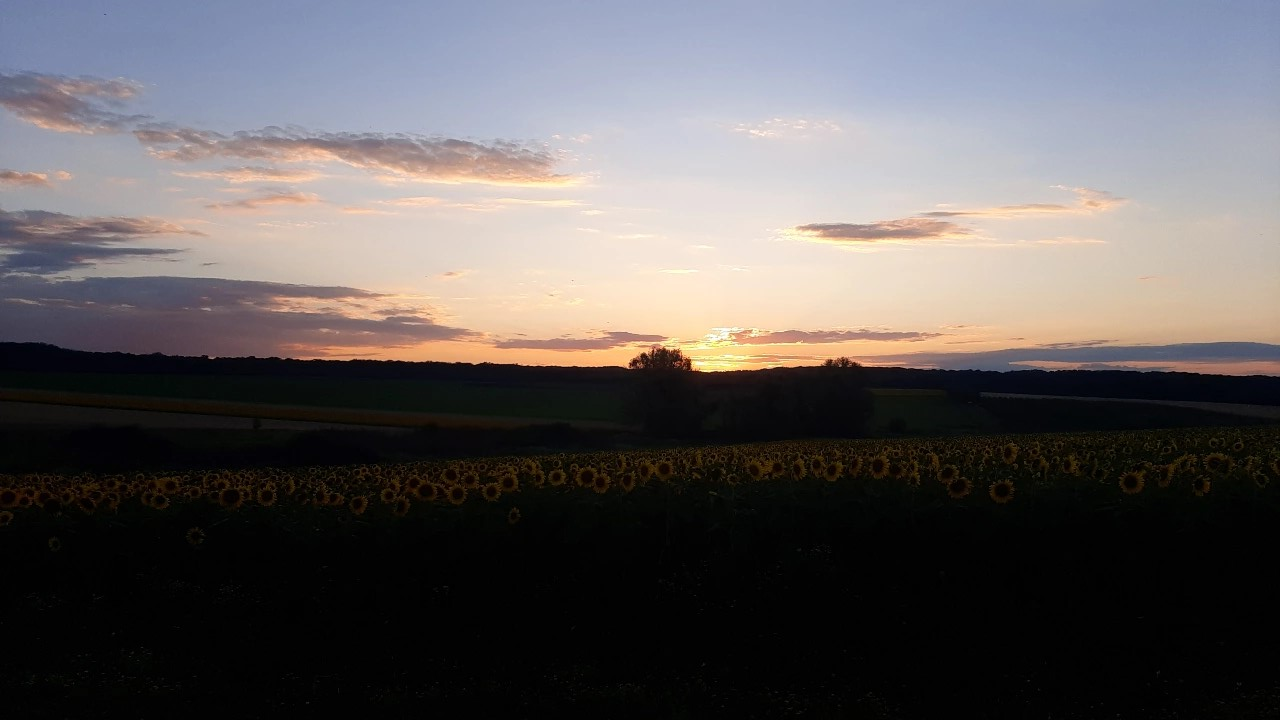
Lan de floarea soarelui

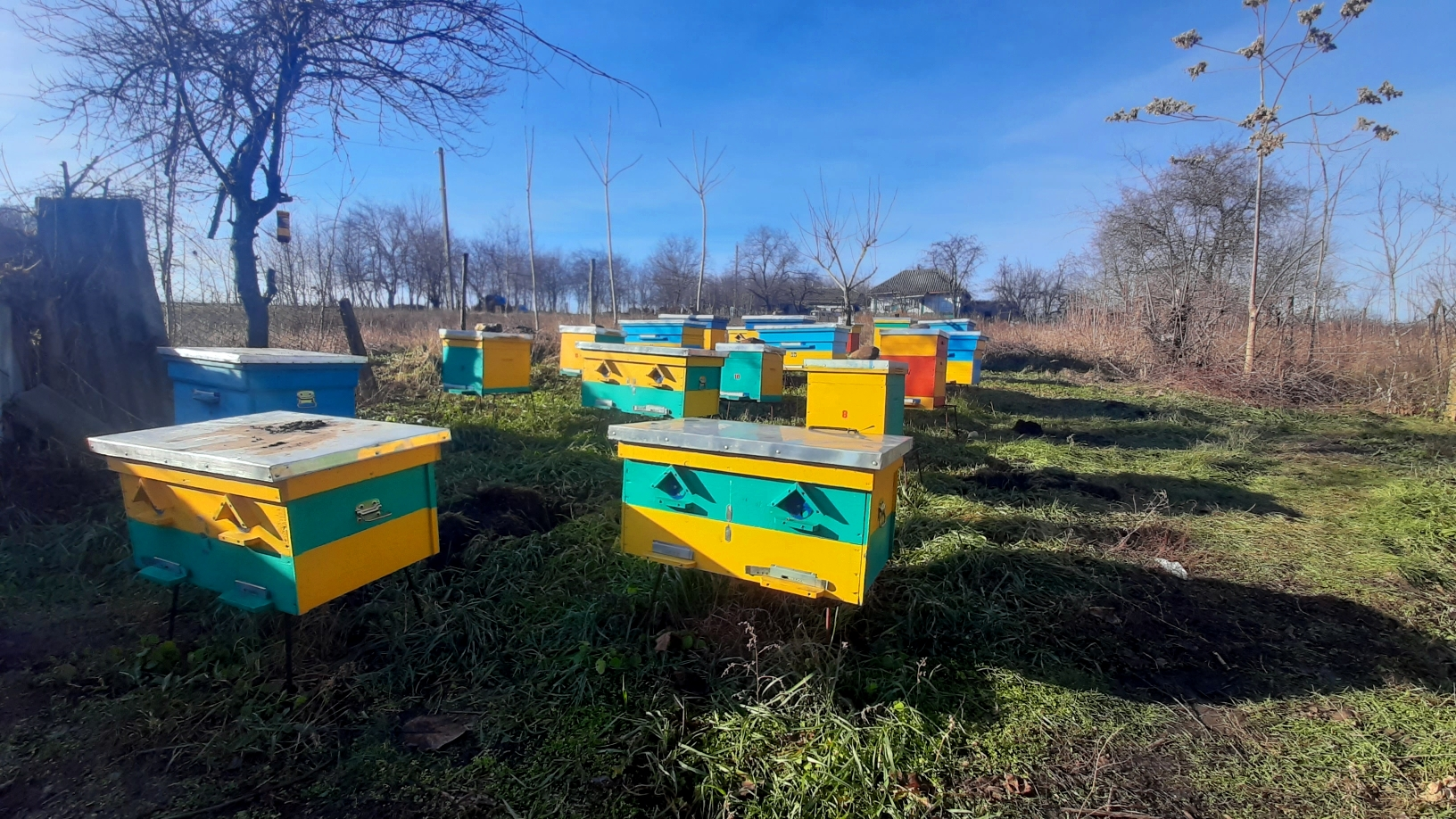
Stupi

Principala ocupație locuitorilor constituie agricultura. Una din cele mai mari întreprinderi este SRL „Oclanda-Agro”, gestionată de Pavel Cebotari, la care activează 60 de angajați și deține o suprafață de peste 1000 de ha pe care cultivă cereale – grâu, orz, porumb, floarea-soarelui, rapiță, dar mai întreține și o livadă de mere cu o suprafață de 20 de ha. Pe o suprafață de 10 ha. Cresc mai multe soiuri de grâu create de cercetătorii Institutului de Cercetări pentru Culturile de Câmp din Bălți. Potrivit cercetătorilor, 4 dintre soiurile noi pot ușor concura cu soiurile internaționale. Sunt rezistente la condițiile climaterice și au o productivitate de 7 tone la hectar. Astfel, o bună parte din săteni sunt angajați sezonieri la „Oclanda-Agro”, din luna martie până în luna decembrie fiind asigurați cu lucru.
Unii locuitori dețin terenuri agricole private, cultivând zmeură și alte culturi. De asemenea, localnicii se îndeletnicesc cu apicultura, pomicultura, creșterea animalelor Unele persoane realizează naveta în localitățile vecine la muncă.
În Oclanda funcționează 2 magazine specializate în comercializarea produselor alimentare.

## Educație
În 2015 gimnaziul a fost lichidat, iar cei 25 de elevi au fost transferați în gimnaziul din satul apropiat Cremenciug.
În 2020 a fost înființată Școala primară-grădiniță Oclanda, destinată copiilor de vârstă preșcolară (3-7 ani) și școlari miсi (clasele I-IV), învățământul se efectuează în limba română. În anul deschiderii, școala primară era frecventată de 17 elevi și o grădiniță - de 15 copii.

## Cultură și religie

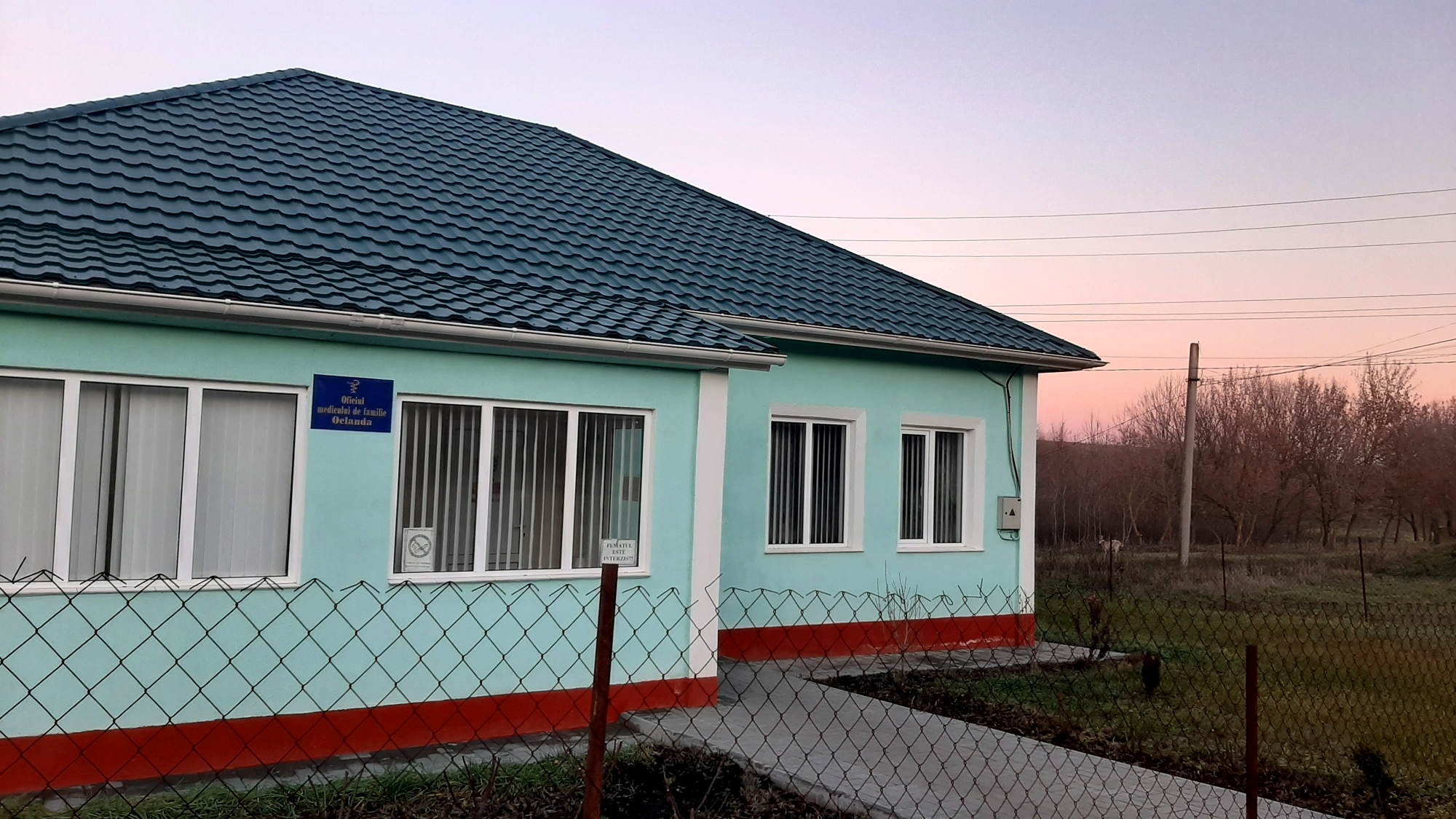
Oficiul medicului de familie

Biserica „Nașterea Maicii Domnului” sfințită la 18 mai 2008, hramul satului se sărbătorește pe 21 septembrie. Comunitatea ucraineană fiind majoritară, are un aspect important în dezvoltarea culturii locale, contribuind la păstrarea obiceiurilor și datinilor strămoșești, la promovarea unor feluri de mâncare sau a unor dansuri și cântece tradiționale. În Oclanda activează ansamblul folcloric „Barvinok”. Comunitatea ucraineană participă cu regularitate la Festivalul etniilor din Soroca. În Centrul pentru tineret Oclanda unde își desfășoară activitatea corul sătesc „Oclandceanca”.

## Infrastructură

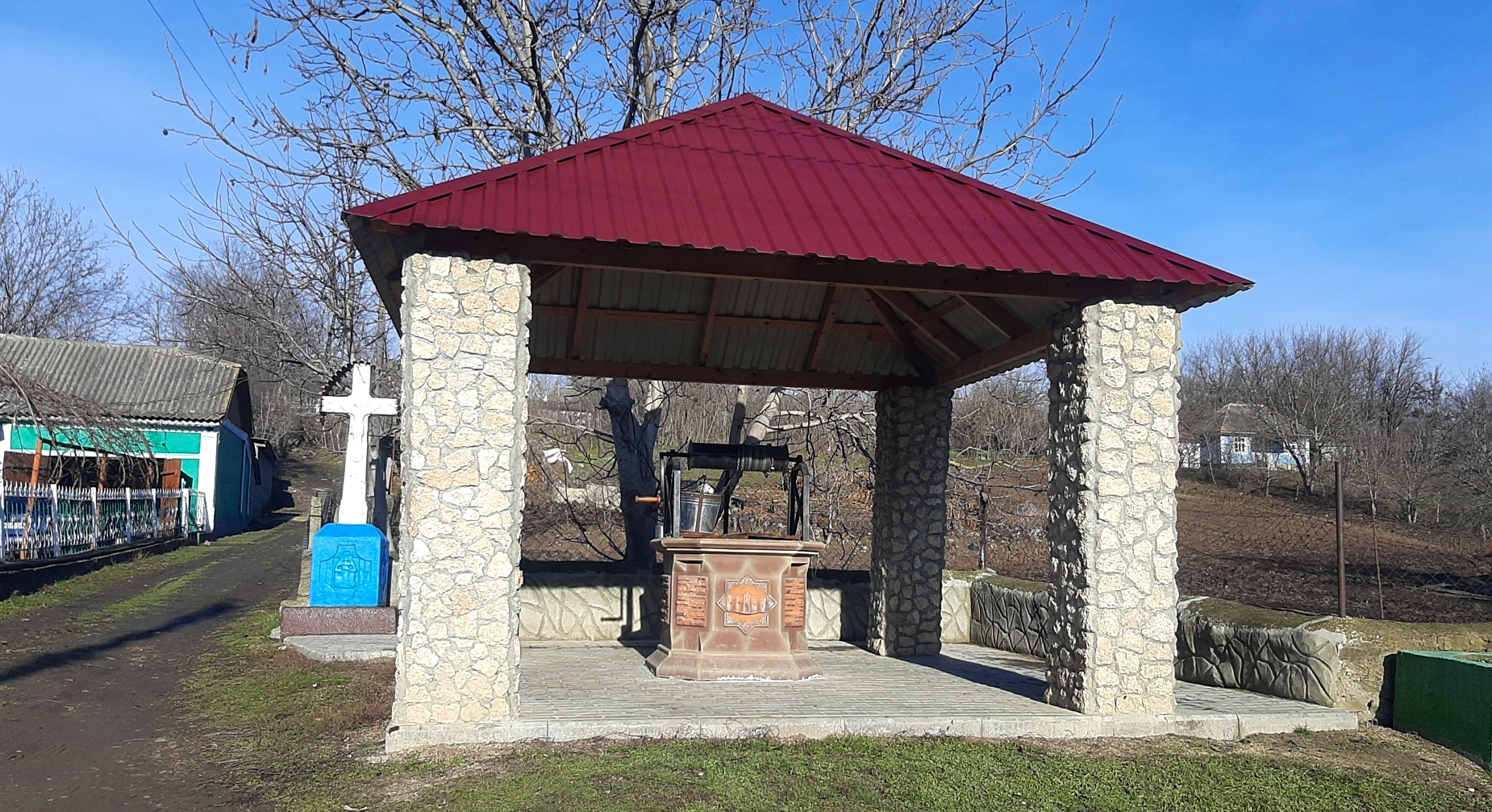
Fântână

Satul este parțial alimentat cu apă potabilă centralizat.
În anul 2021, un tractor fabricat în anul 1966, folosit zeci de ani pe ogoare, a devenit un simbol al satului Oclanda. Vehicolul a fost așezat pe un postament de la marginea satului pentru a reaminti trecătorilor de toți cei care se dedică muncii pământului. Ideea aparținea unui localnic, fost agricultor cu numele Igor Cebotari, care nu mai este în viață. Monumentul e dedicat tuturor celor care lucrează la pământ, care produc hrana centru oameni. Acest monument din Oclanda este singurul monument de acest fel dedicat agricultorilor din satele Republicii Moldova.